# Why He Did Not Win Out
Why He Did Not Win Out è un cortometraggio muto del 1910. Il nome del regista non viene riportato nei credit.

## Produzione
Il film, che fu prodotto dalla Essanay Film Manufacturing Company, venne girato a Golden, in Colorado.

## Distribuzione
Il film - un cortometraggio di 60 metri - uscì nelle sale cinematografiche USA il 1º gennaio 1910. Nelle proiezioni, veniva programmato con il sistema dello split reel, accorpato in un'unica bobina con un altro cortometraggio prodotto dall'Essanay, A Western Maid.